# Kỷ Mùi
Kỷ Mùi (chữ Hán: 己未) là kết hợp thứ 56 trong hệ thống đánh số Can Chi của người Á Đông. Nó được kết hợp từ thiên can Kỷ (Thổ âm) và địa chi Mùi (cừu/dê). Trong chu kỳ của lịch Trung Quốc, nó xuất hiện trước Canh Thân và sau Mậu Ngọ.

## Các năm Kỷ Mùi
Giữa năm 1700 và 2200, những năm sau đây là năm Kỷ Mùi (lưu ý ngày được đưa ra được tính theo lịch Việt Nam, chưa được sử dụng trước năm 1967):
- 1439
- 1499
- 1559
- 1619
- 1679
- 1739
- 1799
- 1859
- 1919 (1 tháng 2, 1919 – 19 tháng 2, 1920)
- 1979 (28 tháng 1, 1979 – 15 tháng 2, 1980)
- 2039 (24 tháng 1, 2039 – 11 tháng 2, 2040)
- 2099 (21 tháng 1, 2099 – 8 tháng 2, 2100)
- 2159